# Malanduru, Sagar
Malanduru là một làng thuộc tehsil Sagar, huyện Shimoga, bang Karnataka, Ấn Độ.